# Варсонофій (Дорошкевич)
Варсоно́фій (пол. Biskup Warsonofiusz, в миру Василь Дорошкевич, пол. Bazyli Doroszkiewicz, 2 червня 1956, Більськ-Підляський) — єпископ Православної церкви Польщі, єпископ Сім'ятиченській, вікарій Варшавської єпархії. Хабілітований доктор богослов'я (2011).

## Біографія
Народився 2 червня 1956 року в родині православного священика Володимира Дорошкевича.
У 1976 році закінчив Православну духовну семінарію у Варшаві і продовжив навчання у Вищій православної духовної семінарії при Яблучинському монастирі. Потім навчався в Християнській богословській академії у Варшаві.
8 жовтня 1980 року в Яблучинському монастирі був пострижений в рясофор. Наступного дня там же єпископом Люблінським Симоном (Романчуком) був висвячений в сан диякона.
У 1981 році закінчив Християнську богословську академію, захистивши дисертацію під назвою «Святий Серафим Саровський і православна містика», написану під керівництвом єпископа Лодзинського і Познанського Савви (Грицуняка).
У 1982-1989 роках вивчав теологію та іноземні мови в Свято-Володимирській духовній семінарії в США, Свято-Сергіївському православному богословському інституті в Парижі, а також в Греції. Під час відвідин Афону познайомився з Паїсієм Святогорцем.
14 вересня 1983 року в США митрополитом Вашингтонським і всієї Америки і Канади Феодосієм (Лазором) був висвячений в сан священника.
Після повернення на батьківщину, в 1989-1990 роках був намісником Яблучинського монастиря і ректором Вищої православної духовної семінарії, що діяла при цьому монастирі.
18 грудня 1990 року в Яблучинському монастирі єпископом і Хелмський Авелем (Поплавським) був пострижений в малу схиму з ім'ям Варсонофій в честь святого Варсонофія Великого.
У 1991-1998 роки був священником Православного будинку престарілих «Віфанія» в Станиславові, а в період 1992-1998 помічником настоятеля варшавського кафедрального приходу. У 1995 році був возведений у сан ігумена.
У 1998 році стає викладачем і проректором Православної духовної семінарії у Варшаві.
У 2001 році отримав ступінь доктора богословських наук, захистивши в Християнській богословської академії у Варшаві роботи про діалог православної церкви з нехакідонськими церквами.
У тому ж році йде з посади проектора духовної семінарії у Варшаві, залишаючись до 2005 року там викладачем, і був призначений настоятелем настоятелем парафії святого Димитрія в Саках і першим настоятелем новоствореного монастиря святого Димитрія Солунського в Саках. За власним зізнанням, «втомився від міського життя» і оселився в абсолютно глухому селі, куди  не ходить ніякий вид громадського транспорту.
18 березня 2004 року Варсонофія було зведено в сан архімандрита.
10-13 березня 2005 року в Шамбезі взяв участь у зустрічі представників помісних православних Церков з метою обговорення перспектив всеправославного діалогу з давніми східними дохалкідонськими Церквами.
З 2007 по 2016 роки працював на кафедрі православної теології Білостоцького університету - спочатку асистентом, з 2009 року - ад'юнктом, з 2013 року - екстраординарним професором.
9 червня 2011 року рада факультету Християнської богословської академії у Варшаві, присвоїла йому ступінь хабілітованого доктора. Він є автором десятка монографій, в тому числі: «Діяння східних римлян», «В тіні Халкидона», «візантійський монастир з середини IX до середини XV століття», «Цезар і догма» і понад 80-ти наукових статей. Неодноразово представляв Польську Православну Церкву на наукових конференціях в Польщі і за кордоном. У січні 2016 був нагороджений премією імені князя Костянтина Острозького «за ознайомлення польського читача з джерелами розколу християнської церкви на східну і західну в першому тисячолітті».
У 2011-2016 роки був віце-президентом національного комітету Біблійного товариства в Польщі. Брав участь в підготовці Екуменічного перекладу Біблії на польську мову, був автором перекладу Книги Варуха і Послання Єремії.
27 серпня 2017 року архієрейський собор Православної церкви Польщі обрав архімандрита Варсонофія вікарієм Варшавської єпархії з титулом Сем'ятиченського. 
8 жовтня 2017 року церкви святих апостолів Петра і Павла в Сім'ятичах хіротонізований на єпископа Сім'ятицького. Хіротонію здійснили: митрополит Варшавський і всієї Польщі Савва, архієпископ Люблінський і Холмський Авель Поплавський, архієпископ Білостоцький і Гданський Яків Костючук, архієпископ Вроцлавський і Щецинський Георгій Паньковській, єпископ Перемишльський і Горлицький Паїсій (Мартинюк)), єпископ Бєльський Григорій Харкевич), єпископ Лодзинський і Познанський Атанасій Нос, єпископ Гайновський Павло Токаюк і єпископ Супральський Андрій Борковський. Це була перша єпископська хіротонія за всю історію міста.
У статусі вікарного єпископа і помічника Предстоятеля Польської церкви призначений куратором церковних ЗМІ, видавничої справи, і найголовніше - розвитку чернечого життя єпархії.